# Nederlandse taalmonument

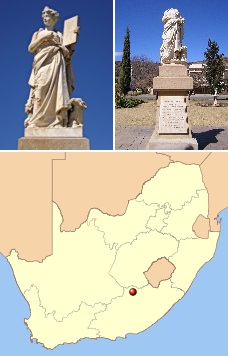
Het taalmonument in Burgersdorp

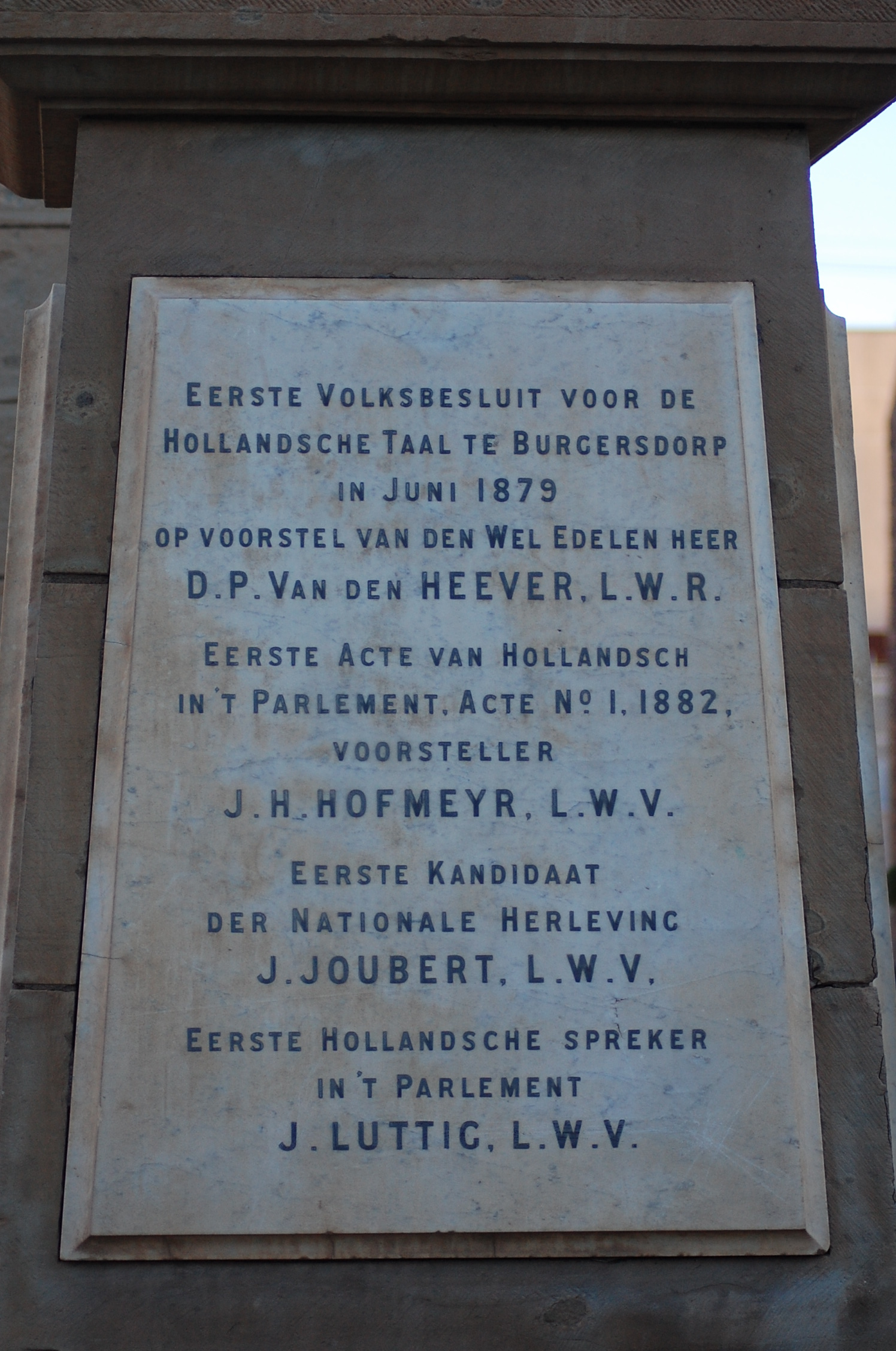
Inscriptie op het voetstuk van het Eerste Taalmonument

Het Nederlandse taalmonument staat in het Zuid-Afrikaanse stadje Burgersdorp en is het enige monument dat aan de Nederlandse taal is verbonden. Het monument heeft als motto De overwinning van de Hollandsche taal. Het Nederlandse taalmonument bestaat uit twee dames die gezusterlijk naast elkaar staan op een apart voetstuk. De ene is het oorspronkelijke, herstelde beeld en de andere is een door Engeland gegeven replica. De dame heeft een gewaad aan. De sokkel is voorzien van tekstpanelen, op een ervan staat: "Erken nu de moedertaal, in raad, kantoor en schoollokaal".

## Oprichting van het monument

### Achtergrond
Na de annexatie van de Nederlandse Kaapkolonie door Engeland, bleef het Nederlands de meest gebruikte taal. In 1829 werd echter het Engels de enige erkende taal, alle instanties inclusief het onderwijs werden eentalig. Dit leidde tot grote ergernis bij de Nederlandse kolonisten die probeerden ook het Nederlands als officiële taal erkend te krijgen. In 1878 werd door leden van de Zuid-Afrikaansche Boeren-Beschermingsvereniging in het district Albert het besluit genomen de regering te verzoeken het Nederlands naast het Engels te erkennen. Deze aanvraag werd gesteund door een petitie die was ondertekend door 5000 mensen. In 1882 is een wetsvoorstel hiertoe door het Kaapse parlement goedgekeurd. Om dit te vieren was er een groot feest in Burgersdorp. Jotham Joubert sprak staande voor de Nederlands Gereformeerde Kerk een feestrede uit. Hij spoorde de mensen aan om door te strijden om te bereiken dat het Nederlands ook in de gerechtshoven een toegestane taal zou worden. Dezelfde man kwam met het idee een taalmonument op te richten en zamelde geld in om dit te verwezenlijken.

### Inwijding
De oprichting van de erezuil in 1893 werd gezien als een mijlpaal in de taalgeschiedenis van de Europeanen in Zuidelijk Afrika. Het taalmonument is opgericht om de erkenning van het Nederlands als officiële taal in de Kaapkolonie te herdenken. Het monument bestaat uit een beeld van een vrouw, die de Nederlandse taal personifieert. De vrouw wijst naar een boek waarop de tekst "De Overwinning der Hollandsche Taal" staat. Bij de feestelijke onthulling van het monument waren duizenden mensen aanwezig. Na een optocht van meer dan 500 Boerenruiters hielden de leiders Jan Hofmeyr en S.J. du Toit nationalistische toespraken waarin de taal geprezen werd. Hofmeyr trok de aandacht door een toost met de woorden: "Lang blijve de taal bestaan".
Met de uniewording van Zuid-Afrika in 1910 werd het Nederlands naast het Engels erkend als ambtelijke taal van de Unie van Zuid-Afrika.
Het monument is het enige gedenkteken ter ere van de Nederlandse taal. Het beeld staat bij de Afrikaners bekend als het Eerste Taalmonument. Het Tweede Taalmonument of Die Afrikaanse Taalmonument staat in het stadje Paarl.

## Verwoesting
Tijdens de Tweede Boerenoorlog (1899-1902) is het monument door de Britten verwijderd en gedeeltelijk verwoest, ze beweerden dat ze het beeld in zee hadden gegooid. In werkelijkheid hadden de Engelsen het beeld vernield door het te onthoofden. Het vernielde beeld is op de vuilstort van King William's Town terechtgekomen waar het pas in 1939 werd teruggevonden.
Na de oorlog heeft de Britse regering in 1907, als teken van verzoening, een replica laten maken van het beeld en is het op dezelfde locatie heropgericht. Toen het vernielde beeld in 1939 ontdekt werd is het naar Burgersdorp gebracht en achter de replica opgesteld.

## Inscripties
Op het voetstuk van het monument zijn er verschillende platen met inscripties.

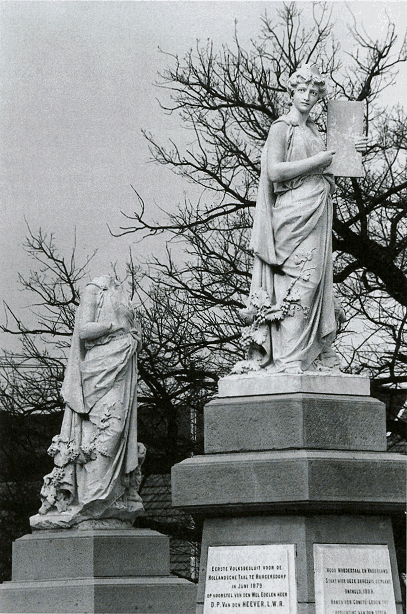
Het Nederlandse Taalmonument te Burgersdorp. De replica staat voor het verwoeste originele beeld. De vrouw wijst naar een boek waarop staat: De Overwinning der Hollandsche Taal

Op de 1e plaat staat:
Eerste Volksbesluit voor de
Hollandsche Taal te Burgersdorp
in Juni 1879
Op voorstel van den Wel Edelen Heer
D.P. Van den Heever.L.W.R.
Eerste Acte van Hollandsch
In het Parlement, Acte N* 1.1882.
Voorsteller:
J.H.Hofmeyr.L.W.R.
Eerste Kandidaat
Der Nationale Herleving
J.Joubert. L.W.R.
Eerste Hollandsche Spreker
In 't Parlement
J.Luttic. L.W.R.
Op de 2de plaat staat:
Erkend is nu de moedertaal
in Raad, Kantoor en schoollokaal
Op de 3de plaat staat:
Voor moedertaal en vaderland
Staat hier deez' eerezuil geplant
Op de 4de plaat staat:
Bewaar Gij onze Taal, O Heer,
Tot Uw en onzer vaderen eer